# Sandro Polloni
Alexandre Marcello Polloni (São Paulo, 1921 — São Paulo, 23 de dezembro de 1995), mais conhecido como Sandro Polloni ou Sandro Polônio, foi um ator e produtor de teatro brasileiro. Em alguns trabalhos no cinema foi creditado como Sandro Roberto.

## Biografia
Era filho de Carmelo Polloni, irmão da atriz Italia Fausta Polloni, e de Maria Montanari, ambos de origem italiana.
Iniciou sua carreira aos 17 anos no espetáculo Romeu e Julieta, dirigido por sua tia, a atriz Itália Fausta.
Trabalhou ao lado de Ziembinski no grupo teatral Os Comediantes e foi sob a direção de Ziembinski que ele estrelou a peça Desejo, de Eugene O'Neill, em 1946, onde conheceu a atriz Maria Della Costa, com quem se casou dois anos depois.
Juntamente com Maria Della Costa fundou, em 1948, o Teatro Popular de Arte (TPA)  e depois a Companhia Maria Della Costa, com a qual viajou por todo o Brasil e levou diversas montagens para a Europa. Em 1954, o Teatro Popular de Arte inaugurou uma sala em São Paulo, baptizada de Teatro Maria Della Costa (TMDC), com a peça O Canto da Cotovia de Jean Anouilh (1910-1987).
Morreu em São Paulo, em 1995, vitimado por um câncer.

## Carreira

### Cinema
| Ano  | Título                           | Personagem            |
| ---- | -------------------------------- | --------------------- |
| 1974 | A Noiva da Noite                 | Padre                 |
| 1974 | O Signo de Escorpião             | Damasceno (Áries)     |
| 1971 | Nenê Bandalho                    | Homem rico            |
| 1952 | Areião                           | —                     |
| 1948 | O Homem que Chutou a Consciência | —                     |
| 1944 | É Proibido Sonhar                | —                     |
| 1944 | O Brasileiro João de Souza       | João de Souza         |
| 1944 | Romance de um Mordedor           | —                     |
| 1944 | Tristezas não Pagam Dívidas      | —                     |
| 1943 | Caminho do Céu                   | Namorado da lavadeira |

### Televisão
| Ano       | Título             | Personagem                                  |
| --------- | ------------------ | ------------------------------------------- |
| 1976      | Estúpido Cupido    | Comendador Giovanni Fanfani, o Rei do Cacau |
| 1952-1957 | Grande Teatro Tupi | Vários personagens                          |